# Sojuz MS-22

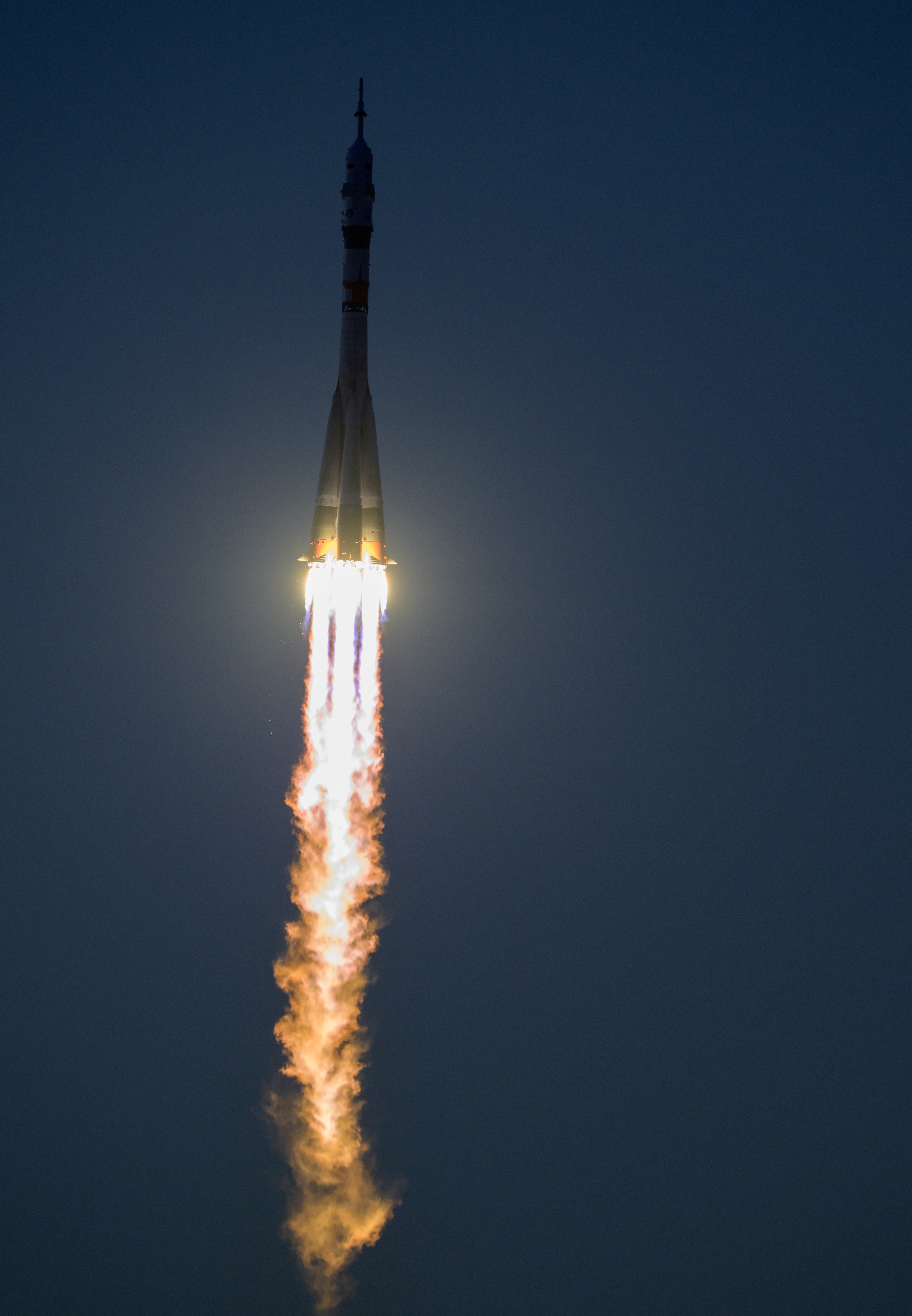
Start Sojuzu MS-22

Sojuz MS-22 byla ruská kosmická loď řady Sojuz, která přivezla na Mezinárodní vesmírnou stanici (ISS) tři členy Expedice 68. Start se uskutečnil 21. září 2022, let měl původně trvat do 25. března 2023. Na chladicím systému lodi však došlo 15. prosince 2022 k úniku chladiva, v jehož důsledku došlo ke změně programu letů, takže se loď od ISS oddělila a přistála bez posádky, oproti plánu o tři dny později. Původní posádka se na Zemi vrátí koncem léta 2023 v náhradní lodi Sojuz MS-23, která naopak k ISS přiletěla v únoru prázdná. 

## Posádka
Hlavní posádka (pouze při startu):
- Sergej Prokopjev (2), velitel, Roskosmos
- Dmitrij Petělin (1), palubní inženýr, Roskosmos
- Francisco Rubio (1), palubní inženýr, NASA

V závorkách je uveden dosavadní počet letů do vesmíru včetně této mise.
Záložní posádka:
- Oleg Kononěnko, velitel, Roskosmos
- Nikolaj Čub, palubní inženýr, Roskosmos
- Loral O'Harová, palubní inženýrka, NASA

### Rusko-americká výměna členů posádek pro Expedici 68
Podle oznámení o složení hlavní i záložní posádky zveřejněného v květnu 2021 měla být vedle kosmonautů Prokopjeva a Petělina členkou hlavní posádky také kosmonautka Anna Kikinová. Z prohlášení ředitelé ruské kosmické agentury Roskosmos Dmitrije Rogozina v říjnu 2021 ale vyplynulo, že Rusko na základě do té doby uskutečněných letů považuje lodi společnosti SpaceX za bezpečné, a proto obnoví jednání s NASA o vzájemné výměně míst v lodích Sojuz a Crew Dragon a vytváření smíšených posádek s nejméně jedním ruským kosmonautem a jedním americkým astronautem v každé misi.
Dne 8. prosince 2021 pak bylo Dmitrijem Rogozinem oznámeno, že se tato mise stane první, kdy k takové výměně dojde, a že prvním ruským občanem dopraveným na ISS v Crew Dragonu (let SpaceX Crew-5) se stane Anna Kikinová. Tím se uvolnilo pro amerického astronauta její místo v Sojuzu MS-22. Roskosmos dále 20. ledna 2022 oznámil, že v případě uzavření dohody s NASA bude členem posádky Sojuzu MS-22 astronaut NASA Francisco Rubio.
I přes zvýšené napěti kvůli invazi ruských vojsk na Ukrajinu zahájené 24. února 2022 a navazujícím hospodářským a politickým sankcím USA a řady evropských a dalších zemi proti Rusku informovala NASA 14. března, že stále plánuje provést výměnu posádky, má naplánovaný výcvik pro ruské kosmonauty Houstonu (výcvikové zařízení NASA v Texasu) a Hawthorne (sídlo firmy SpaceX v Kalifornii) a připravený tým do Hvězdného městečka k tréninku na loď Sojuz. Šéf Roskosmosu Rogozin však na tiskové konferenci na kosmodromu Bajkonur 18. března 2022 po startu Sojuzu MS-21 vyslovil ultimátum západním partnerům v projektu ISS ohledně uvalených sankcí. Řekl doslova: "Ať jsou sankce zrušeny. Žádné kompromisy nebudou. Čekáme do konce března. Absence odpovědi na mé odvolání nebo záporná odpověď bude základem pro naše rozhodnutí. Co to bude - buďte trpěliví."
Na konci dubna pak sice Rogozin prohlásil, že se Rusko z ISS stáhne a o přesném datu bude informovat s ročním předstihem, ale 11. června Roskosmos oznámil, že mu ruský premiér Michail Mišustin podpisem příslušného příkazu umožnil státní kosmické korporaci jednat s NASA o uzavření dohody o "křížových letech", neboli o letech integrovaných posádek ruských a amerických pilotů, která je nezbytná pro sladění mezinárodní posádky ISS při řízení obou pilotovaných kosmických lodí, ruského Sojuzu MS a amerického Crew Dragonu, a také pro vzájemné studium řídicích systémů ruského a amerického segmentu vesmírné stanice. Současně Roskosmos konstatoval, že „po podpisu této dohody mezi Ruskem a USA zajistí společně a NASA vzájemné začlenění svých kosmonautů a astronautů do smíšených posádek“ a potvrdil, že z ruské strany „bude podán návrh na kosmonautku Annu Kikinovou, která již prochází dalším výcvikem v rámci programu NASA“ a že se očekává „návrh americké strany, aby byl do ruské posádky zařazen americký astronaut“.

Aniž by taková nominace byla oznámena, informoval Roskosmos 25. června, že "Anna Kikinová dnes odcestuje do Spojených států na další fázi výcviku na misi Crew Dragon," při níž "projde výcvikem v lodi Crew Dragon zahrnujícím přizpůsobení kosmické lodi jejím individuálním rozměrům a účast na školení o nejnovějších změnách v provozu některých systémů americké kosmické lodi". Náčelník Střediska přípravy kosmonautů Maxim Charlamov 30. června prohlásil, že dohoda může být uzavřena během několika dnů. Ale teprve 15. července, necelých sedm týdnů před startem letu SpaceX Crew-5 plánovaným tehdy na 1. září, NASA oznámila, že bylo dosaženo nezbytné dohody a dříve avizovaná výměna se opravdu uskuteční. Hlavní posádku Sojuzu MS-22 tak definitivně doplnil Francisco Rubio a záložní posádku (a současně hlavní posádku pro let Sojuzu MS-23) Loral O'Harová.

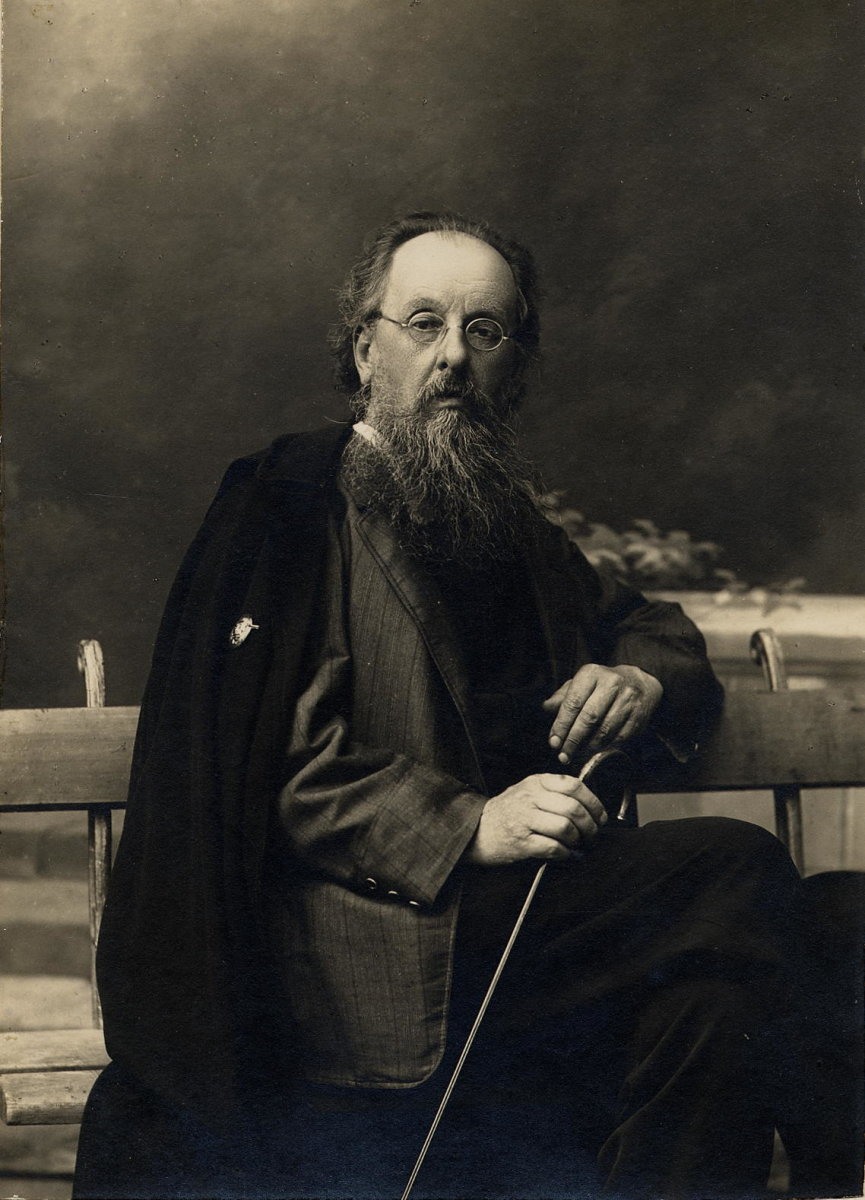
Konstantin Ciolkovskij

## Čestné pojmenování – Konstantin Ciolkovskij
Ruská kosmická agentura v červenci 2022 informovala, že Sojuz MS-22 ponese jméno Konstantina Ciolkovského. Ruský vědec a vynálezce, průkopník teorie vesmírných letů, který je považován za zakladatele soudobé kosmonautiky, se narodil 17. září 1857. Nosná raketa Sojuz-2.1a proto při svém startu ponese portrét vědce a nápis „165 let od narození K. E. Ciolkovského“.

## Průběh letu
Start rakety Sojuz 2.1a z rampy 31 kosmodromu Bajkonur se uskutečnil 21. září 2022 ve 13:54:50 UTC. Loď se po dvou obězích Země ke ISS připojila v 17:06.33 UTC a posádka na palubu stanice vstoupila krátce po otevření průlezů v 19:34 UTC.
Posádka Sojuzu MS-22 na ISS přiletěla několik dní před koncem Expedice 67. Ta se završila 29. září 2022 v okamžiku odpojení Sojuzu MS-21 od stanice. Prokopjev, Petělin a Rubio se ve stejnou chvíli stali prvními členy nové Expedice 68; po svém příletu 6. října 2022 je doplnili 4 členové posádky letu SpaceX Crew-5.
Podle plánů měli Prokopjev s Petělinem během svého letu uskutečnit celkem 5 výstupů do vesmíru, především kvůli k přenesení automatizované přechodové komory a tepelného radiátoru z vnější strany modulu Rassvet a jejich instalaci na modul Nauka. Ve skutečnosti se však 17. listopadu 2022 uskutečnil jediný z nich, protože další výstup byl 25. listopadu odložen ještě před vstupem obou kosmonautů do přechodové komory kvůli problému s čerpadlem v chladicím systému Prokopjevova skafandru a náhradní termín 15. prosince 2022 byl přerušen až během odčerpávání vzduchu z přechodové komory kvůli zjištění silného úniku chladiva z chladicího systému na servisním modulu Sojuzu MS-22. Posádka i pozemní týmy se pak místo naplánovanému programu výstupu věnovaly vyhodnocení události, při které podle oficiálních oznámení nebyl nikdo z lidí na palubě vystaven žádnému nebezpečí a ani stanici nehrozilo žádné bezprostřední riziko. Šéf Roskosmosu pro pilotované lety a bývalý kosmonaut Sergej Krikaljov v jenom z prvních komentářů k události z ruské strany uvedl, že příčinou mohl být zásah lodi mikrometeoritem.
Následkem události byl na neurčito odložen také další, již dříve plánovaný ruský výstup 21: prosince 2022 a současně započaly komplexní testy včetně pozorování místa úniku pomocí kamer na robotických rukách Canadarm2 a ERA a úspěšného testu motorů Sojuzu MS-22, který 16. prosince 2022 v 08:08 UTC na dálku provedli operátoři z řídicího střediska. Roskosmos také téhož dne vydal oznámení, ve kterém popřel zprávy ruských médií o teplotě v lodi dosahující teplota 50 °C. Ve skutečnosti byl podle Roskosmosu v obytných prostorech lodi asi 30 °C, tedy mírně zvýšená teplota, která není kritická pro provoz zařízení a pohodlí členů posádky a nepředstavuje hrozbu pro jejich život a zdraví. Požadovaný teplotní režim byl udržován pomocí ruského segmentu stanice.
Roskosmos 19. prosince 2022 informoval, že loď Sojuz MS-22 byla pravděpodobně zasažena malým kouskem vesmírného odpadu nebo mikrometeoroidem. Ten protrhl potrubí chladicí kapaliny, která následkem toho unikla mimo systém chlazení, do volného vesmíru. Letoví dispečeři po prozkoumání místa úniku robotickou rukou Canadarm2 a se znalostí telemetrických údajů a výsledků testu pohonného systému konstatovali, že kromě ztráty chladicí kapaliny nenašli žádné další problémy nebo poškození. Šéf Roskosmosu Jurij Borisov k tomu dodal, že otvor v plášti lodí má průměr asi 0,8 milimetru, že rozhodnutí o dalším postupu padne 27. prosince, a že pokud by byly pochybnosti, pokud jde o bezpečnost Sojuzu MS-22 při návratu, byla by loď nahrazena Sojuzem MS-23, který je sice připravován na let s posádkou pro další expedici koncem března, ale může být k dispozici už 19. února. Klíčovou otázkou pro volbu dalšího postupu byl budoucí vývoj teploty uvnitř Sojuzu, až se loď při návratu na Zemi odpojí od stanice, včetně rizika neohrožení posádky nebo technologie na palubě.
Roskosmos 27. prosince 2022 po vyhodnocení závěrů dvou pracovních skupin znovu potvrdil, že příčinou úniku kapaliny z chladicího systému Sojuzu MS-22 bylo externí mechanické poškození, a dodal, že další postup bude určen až v lednu 2023. Tento odklad rozhodnutí potvrdila v předposlední den roku 2022 také NASA a dodala, že v rámci pokračující analýzy situace oslovila společnost SpaceX ohledně její schopnosti zajistit v případě potřeby návrat dalších členů posádky ISS na palubě lodi Dragon. Definitivní stanovisko pak bylo zveřejněno 11. ledna 2023 – Sojuz MS-22 bude pro odlet své posádky použit pouze v případě krajní nouze a Roskosmos urychlí start lodi Sojuz MS-23. Ten byl původně plánován na 16. března 2023, ale nově mohla k ISS vyrazí 20. února, a to pouze s nákladem, bez posádky. Po připojení k ISS se stane návratovou lodí pro Sergeje Prokopjeva, Dmitrije Petělina a Francisca Rubia, kteří do ní přenesou své skafandry, vložky sedadel a nouzové vybavení. Poté poškozená loď MS-22, která trojici na stanici dovezla, odletí od stanice bez posádky a její kabina přistane v automatickém režimu na Zemi. To vyvolalo další změny v navazujícím programu, především prodloužení pobytu Prokopjeva, Petělina a Rubia na ISS o několik měsíců a posun posádek Sojuzů o jednu expedici dál (např. Oleg Kononěnko, Nikolaj Čub a Loral O'Harová, kteří měli přiletět v původním termínu v Sojuzu MS-23 a stát se členy Expedice 69, se na stanici dostanou později v roce 2023 v Sojuzu MS-24).
Po přijetí změn harmonogramu členové posádky přesunuli vložku sedadla Francisca Rubia ze Sojuzu MS-22 do lodi Dragon Crew-5, která bude do příletu Sojuzu MS-23 pro Rubia záchrannou lodí pro případ mimořádné situace. Pro dva ruské kosmonauty tuto funkcí bude i nadále plnit původní loď Sojuz MS-22; při případném nouzovém přistání by byl sestup se dvěma kosmonauty místo tří bezpečnější, protože by se tak snížila teplota a vlhkost uvnitř lodi.
Situace se však dále zkomplikovala 11. února 2023, kdy se odehrála další mimořádná událost, tentokrát na nákladní lodi Progress MS-21. Roskosmos nejprve oznámil, že specialisté Centra řízení mise zaznamenali prostřednictvím telemetrických dat snížení tlaku v lodi. Ta se v říjnu 2022 připojila k hornímu portu modulu Poisk a v době události již byla naložena nákladem určeným k odvezení při odletu od stanice 18. února 2023. Později 11. února však výkonný ředitel Roskosmosu pro pilotované vesmírné programy Sergej Krikaljov oznámil, došlo k úniku chladicí kapaliny z tepelného řídicího systému, tedy k podobné události, jaká se v polovině prosince 2022 projevila na lodi Sojuz MS-22. Dodal také, že odborníci Roskosmosu přemýšlejí, jak podrobně prozkoumat netěsnost na radiátoru Progress MS-21, aby zjistili příčinu jejího vzniku, a že se specialisté musí ujistit, že se nejedná o systematickou chybu, která by mohla ovlivnit následující lodě. Událost také podle něj zatím nevedla ke změně letového programu ISS.
O dva dny později generální ředitel Roskosmosu Jurij Borisov prohlásil, že ačkoli je výsledek obou abnormálních situací v u Sojuzu MS-22 a Progressu MS-21 stejný, příčiny mohou být různé, a tak je příslušná komise nucena zvážit všechny možné verze události. Proto také Roskosmos přijímá opatření, která umožní vyfotografovat místo možného porušení vnějšího pláště lodi, a opět prověřuje celý technologický proces tvorby kosmické lodi a zejména systém tepelného řízení. Borisov také zdůraznil, že nic neohrožuje bezpečnost posádky. Dodal také, že dokud se Roskosmos nedostaneme na místo možné poruchy, bude start kosmické lodi Sojuz MS-23 v bezpilotním režimu odložen, a to případně až od první dekády března. NASA pak 14. února přiblížila robotický manipulátor k poškozené lodi a pomocí jeho kamer pořídila videa a fotografie možného místa úniku chladicí kapaliny, které předala k dalšímu posouzení ruské straně. Po vyhodnocení snímků Roskosmos 17. února 2023 oznámil, že k odpojení dojde 18. února v 02:26 UTC, pouze o jeden oblet později oproti původnímu plánu. K odpojení Progressu MS-21 v uvedeném čase skutečně došlo, kosmonauti na palubě ISS však poté pomocí dálkového ovládání pootočili loď tak, aby mohli pořídit další snímky možného místa jejího poškození. Loď pak několik hodin letěla ve formaci se stanicí a po vyhodnocení získaných informací ji opustila a zamířila k zániku. Roskosmos následně 21. února 2023 zveřejnil snímky otvoru o průměru 12 milimetrů na radiátoru servisního modulu lodi Progress MS-21, které podle předběžných závěrů odborné komise zaznamenány během výroby lodi, přípravy na start, letu ani připojení k ISS.
V důsledku této situace byl také odsunut plánovaný start Sojuzu MS-23 bez posádky o 4 dny na 24. února 2023 (a také start mise SpaceX Crew-6 o 2 dny na 26. února). Teprve poté bylo definitivně rozhodnuto o okamžiku odpojení Sojuzu MS-22 a návratu přistávací kabiny bez posádky na Zemi. Let měl podle původních plánů trvat 195 dní (do 25. března 2023) a okamžikem odpojení lodi od stanice měla skončit Expedice 68. V důsledku změn harmonogramu se plánovaný odlet posunul o tři dny na 28. března a později byl upřesněn na 09:52:30 UTC a na 09:57 UTC. V návratové kabině mělo být umístěno asi 218 kg nákladu, především výsledků vědeckých experimentů a technického vybavení pro analýzu nebo opětovné použití na stanici. Přistání bylo naplánováno na 11:45 UTC.
Ještě předtím ale ruští kosmonauti Prokopjev, Petělin a Feďajev (nikoli Rubio, který byl původně členem posádky Sojuzu MS-22 s Prokopjevem a Petělinem) nastoupili 15. března do poškozené kosmické lodi Sojuz MS-22, uzavřeli poklop a provedli 3 hodiny a 45 minut trvající tepelný test, a to bez tabletů, pouze s využitím papírové dokumentace. Při simulovaném návratu na Zemi tak získali informace o vývoji teploty uvnitř kabiny, která se zahřívá vlivem spuštěných technických zařízení i vlivem přítomností tří lidí. Zjištění z testu by mohla být využita, kdyby bylo v budoucnu nutné podstoupit návrat v podobně poškozeném Sojuzu. Test zahájený ve 12:10 UTC měl podle původních informací trvat 5 hodin a 5 minut, tedy zhruba obvyklou dobu mezi opuštěním ISS a přistáním, ovšem s možností přerušení při dosažení předem stanovených mezních teplot v kabině (31 při 95% vlhkosti) nebo přístrojovém úseku (40 ºС), anebo při přehřátí centrálního počítače na 45 ºС. Roskosmos zkrácení testu o více než hodinu nijak nekomentoval, pouze konstatoval, že získaná data budou analyzovat odborníci společnosti RKK Energija.
Sojuz MS-22 se od stanice odpojil 28. března 2023 v 09:57:27 UTC a za méně než dvě hodiny – v 11:45:58 UTC – přistál 147 km jihovýchodně od kazašského města Žezkazgan.  
Roskosmos později definitivně konstatoval, že neexistují žádné důkazy o změnách v postupech, nástrojích nebo personálu, které by mohly způsobit únik chladicí kapaliny ze Sojuzu. Potvrdil tak jako příčinu události vnější zásah lodi kosmickým smetím nebo mikrometeoroidem, což na základě informací poskytnutých od ruských kolegů připustil také expertní tým NASA.